# المحفارة
المحفارة  أو نبحا المحفارة إحدى القرى اللبنانية من قرى قضاء بعلبك في محافظة بعلبك الهرمل.
وتتبع مع بلدة الدمدوم (نبحا الدمدوم) بلدية واحدة.